# PAPPA2
PAPPA2‏ (Pappalysin 2) هوَ بروتين يُشَفر بواسطة جين PAPPA2 في الإنسان.